# 王克
王 克（おう こく、1930年8月 - ）は中華人民共和国の軍人。上将。

## 概要
1930年8月江蘇省蕭県（現在は安徽省）生まれ。軍歴を重ね上将（大将）。新疆軍区司令員、蘭州軍区司令員、瀋陽軍区司令員、総後勤部部長など軍重職を歴任した。

## 来歴
- 1930年8月 江蘇省蕭県に生まれる。
- 1944年 新四軍に加入
- 1947年10月 中国共産党加入
- 1986年5月 新疆軍区副司令員
- 1988年 中将に昇進
- 1990年4月 蘭州軍区副司令員
- 1992年6月 新疆軍区司令員
- 1992年10月 蘭州軍区司令員
- 1992年11月 瀋陽軍区司令員
- 1994年 上将に昇進
- 1995年9月 中共中央軍委委員
- 1995年 総後勤部部長
- 2002年11月 中華人民共和国中央軍事委員会委員
- 2003年 退役